# Teoretisk strömningshastighet
Teoretisk medelhastighet är inom kanalströmningen den medelhastighet som erhålls med Mannings formel utifrån rådande bottenlutning och vattendjup i ett vattendrag, öppet dike eller en kanal. Den teoretiska medelhastigheten är kopplat till det teoretiska flödet

## Förväxlingsrisk
Den teoretiska medelhastigheten (vt) ska inte förväxlas med den verkliga medelhastigheten (v) som råder i ett vattendrag, öppet dike eller en kanal. Det är bara i en bestämmande sektion som den verkliga medelhastigheten överensstämmer med den teoretiska medelhastigheten (v = vt).